# Peter Sichrovsky

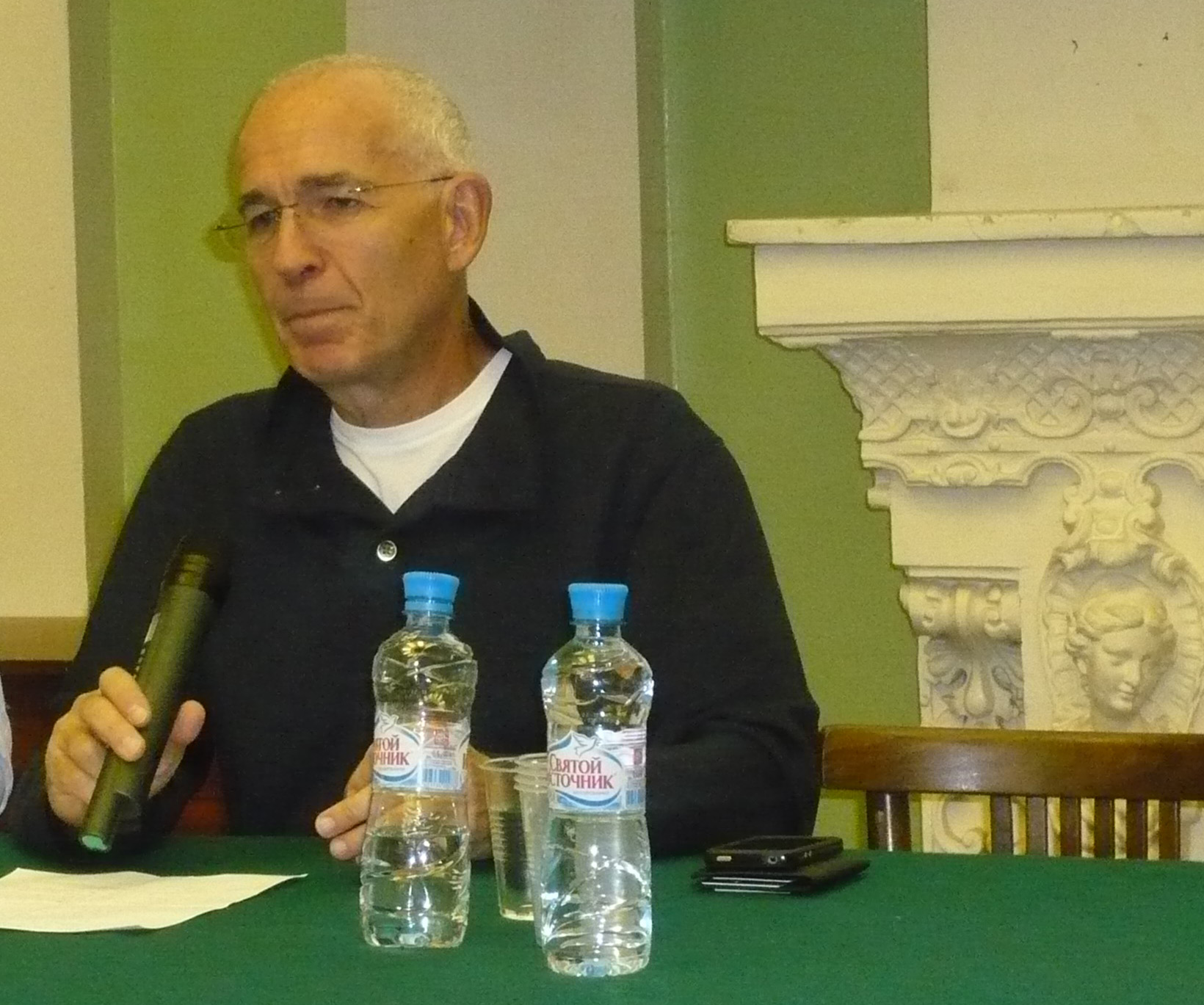
Peter Sichrovsky

Peter Sichrovsky este un om politic austriac membru al Parlamentului European în perioada 1999-2004 din partea Austriei. El a aparținut Partidului Libertății din Austria în timpul celor două mandate din Parlamentul European, deși el a fost oficial neafiliat. 

## Biografie
Peter Sichrovsky s-a născut și a crescut în Viena, Austria. Din 1963 până în 1968, Sichrovsky a studiat la Școala tehnică superioară de biochimie din Viena, absolvind studiile de farmacie și chimie la Universitatea din Viena din 1970 până în 1975. După ce și-a obținut calificările universitare, Sichrovsky a devenit profesor de chimie și fizică în liceu, lăsând educația în 1976 pentru a prelua funcții de conducere în diverse companii farmaceutice. Din anul 1980, Sichrovsky a fost angajat ca jurnalist într-o varietate de ziare, printre care Der Spiegel, Männer Vogue și Der Standard, pe care la fondat în 1988. După posturile din Europa, Sichrovsky a călătorit în străinătate spre New Delhi și Hong Kong pentru a deveni un corespondent străin acolo. În anii 1990, și-a continuat călătoriile în străinătate prin Hong Kong, Viena, Chicago și Los Angeles. 